# Campeonato Mundial de Gimnasia Artística de 2021
El L Campeonato Mundial de Gimnasia Artística se celebró en Kitakyushu (Japón) entre el 18 y el 24 de octubre de 2021 bajo la organización de la Federación Internacional de Gimnasia (FIG) y la Federación Japonesa de Gimnasia.
Las competiciones se realizaron en el Gimnasio General de Kitakyushu.
Originalmente, el campeonato iba a realizarse en Copenhague (Dinamarca), pero la federación de ese país decidió cancelar la organización del campeonato debido a que los Juegos Olímpicos fueron pospuestos para ese mismo año.

## Programa
| ● | Clasificación | ● | Finales |

| Oct de 2021            | Lu 18 | Ma 19 | Mi 20 | Ju 21 | Vi 22 | Sá 23 | Do 24 |
| ---------------------- | ----- | ----- | ----- | ----- | ----- | ----- | ----- |
| Clasificación          |       | ●     | ●     |       |       |       |       |
| Concurso completo ind. |       |       |       |       | ●     |       |       |
| Suelo                  |       |       |       |       |       | ●     |       |
| Caballo con arcos      |       |       |       |       |       | ●     |       |
| Anillas                |       |       |       |       |       | ●     |       |
| Salto                  |       |       |       |       |       |       | ●     |
| Paralelas              |       |       |       |       |       |       | ●     |
| Barra fija             |       |       |       |       |       |       | ●     |

| Oct de 2021            | Lu 18 | Ma 19 | Mi 20 | Ju 21 | Vi 22 | Sá 23 | Do 24 |
| ---------------------- | ----- | ----- | ----- | ----- | ----- | ----- | ----- |
| Clasificación          | ●     | ●     |       |       |       |       |       |
| Concurso completo ind. |       |       |       | ●     |       |       |       |
| Salto                  |       |       |       |       |       | ●     |       |
| Asimétricas            |       |       |       |       |       | ●     |       |
| Barra de equilibrio    |       |       |       |       |       |       | ●     |
| Suelo                  |       |       |       |       |       |       | ●     |

## Resultados

### Masculino
| Evento                         | Oro                                      | Plata                                   | Bronce                                                         |
| ------------------------------ | ---------------------------------------- | --------------------------------------- | -------------------------------------------------------------- |
| Concurso completo ind. (22.10) | Zhang Boheng China 87,981 pts.           | Daiki Hashimoto Japón 87,964 pts.       | Illia Kovtun · Ucrania · 84,899 pts.                           |
| Suelo (23.10)                  | Nicola Bartolini · Italia · 14,800       | Kazuki Minami Japón 14,766              | Emil Soravuo · Finlandia · 14,700                              |
| Caballo con arcos (23.10)      | Stephen Nedoroscik Estados Unidos 15,266 | Weng Hao China Kazuma Kaya Japón 14,900 | —                                                              |
| Anillas (23.10)                | Lan Xingyu China 15,200                  | Marco Lodadio · Italia · 14,866         | Salvatore Maresca · Italia · Grigori Klimentiev · RGF · 14,833 |
| Salto de potro (24.10)         | Carlos Yulo Filipinas 14,916             | Hidenobu Yonekura Japón 14,866          | Andrei Medvedev Israel 14,649                                  |
| Paralelas (24.10)              | Hu Xuwei China 15,466                    | Carlos Yulo Filipinas 15,300            | Shi Cong China 15,066                                          |
| Barra fija (24.10)             | Hu Xuwei China 15,166                    | Daiki Hashimoto Japón 15,066            | Brody Malone Estados Unidos 14,966                             |

### Femenino
| Evento                         | Oro                                     | Plata                                    | Bronce                                   |
| ------------------------------ | --------------------------------------- | ---------------------------------------- | ---------------------------------------- |
| Concurso completo ind. (21.10) | Anguelina Melnikova · RGF · 56,632 pts. | Leanne Wong Estados Unidos 56,340 pts.   | Kayla DiCello Estados Unidos 54,566 pts. |
| Suelo (24.10)                  | Mai Murakami Japón 14,066               | Anguelina Melnikova · RGF · 14,000       | Leanne Wong Estados Unidos 13,833        |
| Salto de potro (23.10)         | Rebeca Andrade · Brasil · 14,966        | Asia D'Amato · Italia · 14,083           | Anguelina Melnikova · RGF · 13,966       |
| Barras asimétricas (23.10)     | Wei Xiaoyuan China 14,733               | Rebeca Andrade · Brasil · 14,633         | Luo Rui China 14,633                     |
| Barra (24.10)                  | Urara Ashikawa Japón 14,100             | Pauline Schäfer-Betz · Alemania · 13,800 | Mai Murakami Japón 13,733                |

## Medallero
| Núm. | País           | Oro | Plata | Bronce | Total |
| ---- | -------------- | --- | ----- | ------ | ----- |
| 1    | China          | 5   | 1     | 2      | 8     |
| 2    | Japón          | 2   | 5     | 1      | 8     |
| 3    | Italia         | 1   | 2     | 1      | 4     |
| 4    | Estados Unidos | 1   | 1     | 3      | 5     |
| 5    | RGF            | 1   | 1     | 2      | 4     |
| 6    | Brasil         | 1   | 1     | 0      | 2     |
| 6    | Filipinas      | 1   | 1     | 0      | 2     |
| 8    | Alemania       | 0   | 1     | 0      | 1     |
| 9    | Finlandia      | 0   | 0     | 1      | 1     |
| 9    | Israel         | 0   | 0     | 1      | 1     |
| 9    | Ucrania        | 0   | 0     | 1      | 1     |
|      | TOTAL          | 12  | 13    | 12     | 37    |

1. 1 2 3 4 5  Debido a la decisión del TAS de diciembre de 2020 de suspender los entes deportivos rusos, el equipo de Rusia participa bajo la denominación «Russian Gymnastics Federation» y las siglas RGF.